# Kendenup
Kendenup – miasto w Australii, w stanie Australia Zachodnia, w hrabstwie Plantagenet. Położone jest 345 km na południowy wschód od Perth i 22 km na północ od Mount Barker. W spisie z 2006 roku Kendenup liczyło 1290 mieszkańców.
Miasto jest znane z widoku na pasma Porongorup i Stirling. W mieście znajduje się stacja kolei Great Southern Railway, jedna z pierwszych stacji tej linii.
Miasto było niegdyś centrum hodowli owiec a we wczesnym okresie kolonializmu w Australii Zachodniej jednym z największych podówczas przedsięwzięć rolniczych.
W pobliżu przebiega rzeka Kalgan.
W okolicach Kendenup wydobywane jest złoto.